# Droužkovice

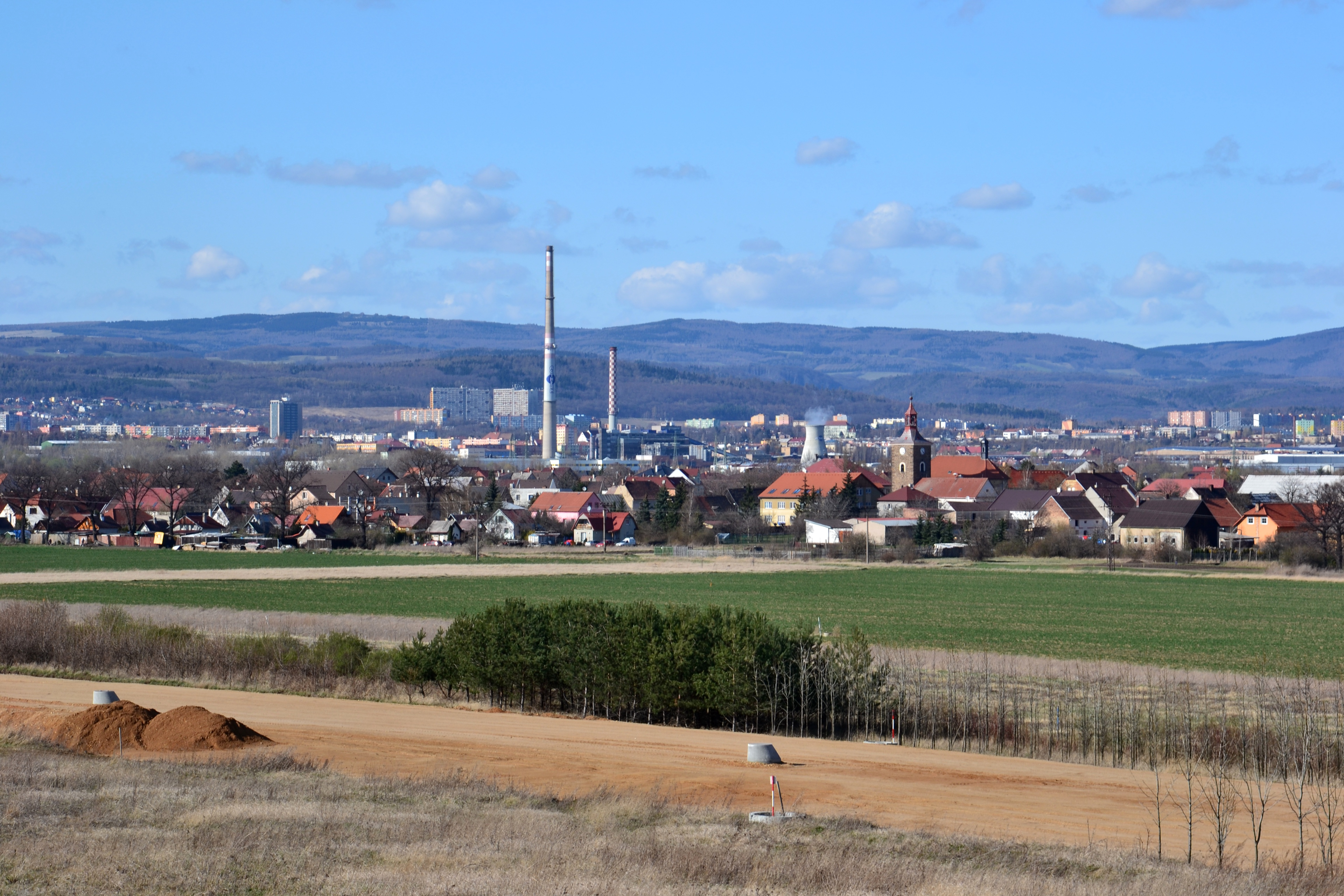
Droužkovice (2012)

Droužkovice (deutsch Trauschkowitz) ist eine tschechische Gemeinde im Okres Chomutov. Sie liegt südwestlich von Chomutov (Komotau) in zwei langgestreckten Reihen an beiden Seiten des Hatschkabaches, an der Straße von Komotau nach Priesen.

## Demographische Daten
464 Einwohner (2002), 1315 (1939), 500 (1850), 60 (1616)

## Geschichte
Nach den ältesten archäologischen Funden war das Gebiet bereits vor 5.000 Jahren besiedelt. Das Dorf entstand vermutlich im 11. Jahrhundert. Der Name ist slawischen Ursprungs und bedeutet das Dorf der Leute von Drúžek. Im Laufe der Jahre bekam es weitere Namen (Druskowes, Druscowicz, Druzcowicz, Druskewicz nebo Drusskowicz, Drausskowicz, Drauschkowicz, Trausskhowitz und Trauschkowitz). Schriftlich erwähnt wird es das erste Mal 1314. Zu diesem Zeitpunkt kaufte der deutsche Ritterorden aus Komotau das Anwesen. Die Ritter gerieten nach und nach in finanzielle Nöte. Nach der Niederlage gegen Polen 1410 bei Grunwald wurde ihr Vermögen konfisziert und kam zur königlichen Krone. Das Vermögen wurde öfters übertragen, bis es für etwa 100 Jahre das Geschlecht der Weitmühl erhielt.
Den größten Aufschwung erlebte das Dorf in den Jahren 1529–1549 unter Sebastian von Weitmühl (Šebestián z Veitmile). Sein Sohn verkaufte dann nach und nach das Erbe. Es kam wieder in den Herrschaftsbereich von Komotau. 1571 kaufte Bohuslaw Felix Lobkowicz von Hassenstein das Dorf. Er hinterließ einige für das Dorf vorteilhafte Erlasse, wie das Wegerecht, das Niederlassungsrecht für Handwerker und andere. Er gewann auch seine Untergebenen für den protestantischen Glauben.
Seinem Sohn Bohuslaw Joachim gefiel es in der Gegend nicht und er tauschte Trauschkowitz mit Georg Popel von Lobkowicz, der allerdings ein Anhänger des Katholizismus war. Auf das Dorf kamen schwere Zeiten zu. Die berufenen Jesuiten bestraften die protestantischen Bewohner mit hohen Steuern. Georg Popel fiel später beim Kaiser in Ungnade, sein Vermögen wurde konfisziert und Trauschkowitz kam dann 1605 erneut zur Herrschaft Rothenhaus. Während des Dreißigjährigen Krieges wurde das Dorf völlig ausgerottet, ausgehungert und durch Pest dezimiert, ging aber nicht unter.
1681 starb Johann Adam Herzan von Droužkovic, sein Nachfolger wurde sein Sohn Ferdinand Maximilian. Dieser investierte aufwändig in sein Schloss und geriet in finanzielle Nöte. Er hob daher einige Privilegien in seinem Herrschaftsbereich auf. 1704 brach wieder die Pest aus und die Bewohner des Dorfes befürchteten, dass dadurch die Privilegien weiter beschnitten würden. Sie versteckten daher die Urkunden in Wegesteinen, sogenannten Generalsteinen, von denen nur wenige Eingeweihte wussten.
1771 kamen die Herren von Rottenhan. Die Armee von Maria Theresia zog durch das Dorf, Hungersnot in Böhmen brach aus und die Steuern stiegen, die Privilegien wurden weiter beschnitten. Hinzu kam, dass die meisten Einwohner nicht von dem Versteck der Urkunden wussten. Erst an seinem Sterbebett verriet Paul Berger das Versteck in den Steinen. Die Einwohner fanden die Urkunden und versuchten, ihr Recht durchzusetzen. Der Prozess dauerte neun Jahre, aber die Dörfler verloren ihn.
1850 wurde das Dorf zur eigenständigen Gemeinde im Gerichtsbezirk Komotau bzw. Bezirk Komotau. Es erhielt eine Pfarrei und Schule. 1873 wurde die Freiwillige Feuerwehr ins Leben gerufen, die in den nächsten 40 Jahren zehnmal bei Großfeuern eingreifen musste.
Nach dem Ersten Weltkrieg verweigerten sich die Einwohner dem Anschluss an die Tschechoslowakei. Sie lehnten jede Zusammenarbeit ab und gründeten mit anderen Gemeinden im Grenzgebiet eine vorläufige Regierung. Dieser Zustand dauerte bis 1938.

## Wirtschaft
Landwirtschaft und Viehzucht wurden stark betrieben. Im 18. Jahrhundert kamen eine Schmiede und zwei Mühlen hinzu. Um 1830 begann man im Ort Kohle zu fördern, dieser Wirtschaftszweig gewann aber nie an Bedeutung. 1890 kamen zwei Ziegelwerke hinzu. Ende des 20. Jahrhunderts war der größte Betrieb die Schweinemast. Heute gibt es im Ort viele Handwerksbetriebe. Die meisten Bewohner leben von der Arbeit in Chomutov.

## Sehenswürdigkeiten
- Die Kirche zu hl. Nikolaus soll von Deutschherrenrittern im 12. Jahrhundert erbaut worden sein.
- Am Paterberg stand das Wetterkreuz (dort teilten sich die Gewitter).
- Franziskusstatue (1764) im sogenannten Kuhwinkel.
- Dreifaltigkeitssäule (1561) beim Haus Nr. 26.
- Spiegelmarter (1861) an der Bezirksstraße.
- Johann von Nepomukstatue (1797) neben dem Pfarrtor.
- Generalsteine.